# A Taste of Honey (film)
A Taste of Honey is een Britse dramafilm uit 1961 onder regie van Tony Richardson. Het scenario is gebaseerd op het gelijknamige toneelstuk uit 1958 van de Britse auteur Shelagh Delaney.

## Verhaal
De 17-jarige Jo woont in een arbeiderskwartier in het Noord-Engelse Salford met haar moeder Helen. Als Helen een relatie begint met de welgestelde en beduidend jongere Peter, laat ze haar dochter aan haar lot over. Op hetzelfde ogenblik wordt Jo verliefd op de matroos Jimmy. Ze raakt zwanger van hem. Wanneer Jimmy uitvaart en Jo er weer alleen voor staat, ontmoet ze de homoseksuele modestudent Geoffrey. Hij trekt in bij Jo en neemt de vaderrol op zich voor Jo's kind. Dan keert Helen echter terug naar Jo, omdat haar relatie met Peter voorbij is. Geoffrey ziet in dat er nu geen plaats meer is voor hem en verlaat Jo.

## Rolverdeling
| Acteur          | Personage       |
| --------------- | --------------- |
| Dora Bryan      | Helen           |
| Robert Stephens | Peter Smith     |
| Rita Tushingham | Jo              |
| Murray Melvin   | Geoffrey Ingham |
| Paul Danquah    | Jimmy           |